# Patapon 2
Patapon 2 (パタポン 2 DON CHAKA) est un jeu vidéo de rythme développé par SCE Japan Studio et Pyramid et édité par Sony Computer Entertainment pour la PlayStation Portable. Le jeu est sorti au Japon le 27 novembre 2008, le 6 mars 2009 en Europe, puis aux États-Unis le 5 mai 2009.
Il a été remastérisé le 30 janvier 2020 sur PlayStation 4, 3 ans après la sortie remastérisé du premier opus.

## Histoire
Patapon 2 prend place après les évènements du premier opus après avoir triomphé de Goruru et avoir fait la paix avec les Zigotons. Bien que cela se soit bien terminé, il en ait alors aux Patapons de continuer leur quête à la recherche du bout du monde : Earthend. Ils construisent alors un navire qui fera naufrage après l'attaque d'une créature gigantesque puis échoués sur une île inconnue ou ils rencontreront les Karmens, des êtres masqués particulièrement coriaces qui seront par la suite leurs nouveaux ennemis jurés. Les Patapons encore loin de Earthend seront face à de nouveaux ennemis et de nouvelles créatures, ainsi qu'aux habitants des enfers. Ils seront par la suite accompagnés par un héros Patapon masqué aux pouvoirs spéciaux.  

## Système de jeu
Le système de jeu est basé sur les touches géométriques de la console : carré, triangle, rond et croix.
Il faut faire une différente combinaison de touches en rythme, pour arriver à faire avancer, attaquer ou défendre votre troupe. L'objectif, pour la troupe de Patapon que vous aurez au préalable choisi parmi quelques différents types de Patapon, est d'arriver à la fin du niveau ; sans que le Hatapon (Porteur du drapeau) ne meure, ou bien que vos guerriers ne soient plus au combat. Vous pouvez récupérer du matériel, comme des lances, boucliers, arcs et d'autres armes. Ces derniers permettant de faire évoluer vos guerriers en redoutables monstres de combat, parmi une multitude de possibilités, pour en tirer le meilleur d'eux. De plus, si vous suivez le rythme assez longtemps vous entrerez en mode Fever, ce qui doublera la force de votre troupe et permettra l'activation de miracles, permettant ainsi de faire pleuvoir ou encore de déclencher un vent arrière pour les tirs à distance.

### Généralités
Il est possible d'améliorer les caractéristiques et les équipements de ses différents Patapons (fantassins, archers, cavaliers…).
Chaque touche (Triangle, Cercle, Croix, Carré) est assignée à un tambour particulier. Il suffit de ces quatre touches pour jouer. Le concept de simplicité de jeu et d'accessibilité est donc repris à LocoRoco. La combinaison de plusieurs tambours permet de créer un rythme assigné à un ordre. Les ordres sont ainsi communiqués aux Patapons, selon un rythme en quatre temps. Quand un rythme est joué, les Patapons le répètent tout en exécutant l'action associée à ce rythme. Le joueur doit alors ruser pour utiliser les rythmes adéquats selon les situations, pour terminer le niveau avec un minimum de pertes et un maximum de gains. Les gains peuvent être du Ka-ching (la monnaie), des matériaux, des armes ou des objets spéciaux.

### Rythmes et tambours
Les tambours, selon ordre d'attribution :
- PON (Touche Cercle).
- PATA (Touche Carré).
- CHAKA (Touche Triangle).
- DON (Touche Croix).

Les rythmes, selon ordre d'attribution :
- PATA PATA PATA PON : Ordonne aux Patapons d'avancer.
- PON PON PATA PON : Ordonne aux Patapons d'attaquer.
- CHAKA CHAKA PATA PON : Ordonne aux Patapons de se défendre et de réduire les dégâts subits.
- DON DODON DODON : Pour utiliser un miracle - faire tomber la pluie, modifier la direction du vent, faire tomber la neige, faire trembler la terre, etc..
- PON PATA PON PATA : Ordonne aux Patapons de fuir momentanément. Ils reviennent après à leur position normale.
- PON PON CHAKA CHAKA : Ordonne aux Patapons de se préparer à l'attaque pour infliger plus de dégâts lors de la prochaine attaque - efficace pour les Dekapons, Les Robopons et les Kibapons.
- DON DON CHAKA CHAKA : Ordonne aux Patapons de sauter et de rester en l'air momentanément.
- PATA PON DON CHAKA : Ordonne aux Patapons de redevenir en stats normal - s'ils sont gelés, brûlés ou endormis.
- PATA PON PATA PON : Mode pause seulement dans Patapon 3 trouvé dans le camp d'entrainement attaque/esquive.
- CHAKA PATA CHAKA PATA : Seulement dans Patapon 3, ordonne à votre héros de reculer définitivement en se protégeant des attaques ennemies.

### Les Patapons
Patapons ayant chacun des aptitudes et caractéristiques propres :
- Yaripons (6 unités maximum) : Les Patapons de base, des lanciers, donc les moins coûteux.
- Tatepons (6 unités maximum) : Les Patapons défenseurs, qui manient aussi bien l'épée que la hache, et portent même un bouclier.
- Yumipons (6 unités maximum) : Les Patapons archers. Ils sont les plus efficaces en mode Fever, ils lancent trois flèches d'un tir.
- Kibapons (3 unités maximum) : Des Patapons accompagnés d'un cheval et d'une lance. Leur destrier peut être amélioré.
- Dekapons (3 unités maximum) : Des Patapons colossaux d'une force phénoménale. Ils sont néanmoins très lents.
- Megapons (3 unités maximum) : Des Patapons musiciens utilisant pour armes des cors, en soufflant des notes sur les ennemis.
- Mahopons (3 unités maximum) : Des Patapons magiciens utilisant des bâtons avec chacun un effet différent : soigner, améliorer la défense, faire pleuvoir de la glace, etc.
- Robopons (3 unités maximum) : Des Patapons guerriers, ayant des énormes poignets. Ils ne sont pas très puissants, mais un héros Robopon possède une puissance destructrice (700-800 dégâts toutes les secondes si bien joué).
- Toripons (3 unités maximum) : Des Patapons chevauchant un oiseau et attaquant avec une lance. L'oiseau et la lance peuvent être améliorés.

Patapons spéciaux :
- Prêtresse Meden : la seule qui puisse directement adresser la parole au Tout-Puissant, dieu des Patapons.
- Pan le Pakapon : un trompettiste qui joue en faveur du Tout-Puissant. Donnez-lui de la Viande dure et il jouera pour faire danser Ubobon, l'arbre géant.
- Kon Kimpon : il joue sur les orteils d'un bébé montagne à l'aide de ses cuillères géantes. Donnez-lui de la Viande tendre.
- Rah Gashapon : le cuisinier Patapon. Il peut vous préparer des ragoûts donnant des capacités supplémentaires à vos Patapons lors d'un niveau.
- Fah Zakpon : le jardinier Patapon. Aidez-le à entretenir correctement la fleur et vous recevrez des légumes.
- Tom Kanpon : le forgeron Patapon. Il vous forge non seulement des alliages en échange de pierres, mais il peut également vous forger de l'équipement spécial si vous lui fournissez un mythirial.
- Shuraba Yapon : la maîtresse de danse. Si vous réussissez à appuyer sur la touche au bon moment, elle vous donnera des Ka-chings.
- Les frères Tsukupon : ils fabriquent du liquide si vous réussissez à appuyer sur les touches au bon moment.

## Liste des boss
- Dodonga : Dinosaure bleu et premier boss du jeu, offrant le pousse de Mater
- Majidonga : Clone de Dodonga en rouge plus vif.
- Mochichichi : Oiseau géant
- Fenichi : Clone de Mochichichi, Oiseau géant de feu
- Centura : Créature à l'apparence d'une araignée cachée dans la brune qui ne peut être révélée que par la pluie.
- Darentula : Clone de Centura, en violet et plus puissant.
- Kacchindonga : Clone de Dondonga et Majidonga, le boss ultime du jeu et le plus puissant du jeu.
- Manboth : Mammouth de glace, lent mais puissant.
- Manboroth : Clone de Manboth en plus puissant, accessible après avoir obtenu l'objet "étoile noire" sur la carte "étoile noire et étoile blanche"
- Zaknel : Ver des sables gigantesque.
- Dokaknel : Clone de Zaknel en plus puissant.
- Gaeen : Géant de pierre, accessible dans le Monde Héros (œuf obtenable après avoir vaincu Dogaeen Nv.3).
- Dogaeen : Clone bleuté de Gaeen.
- Ciokina : Crabe gigantesque, accessible dans le Monde Héros (œuf obtenable après avoir vaincu Cioking Nv.3)
- Cioking : Clone de Ciokina.
- Shoukle : Plante carnivore rouge dévoreuse de Patapons.
- Shoushoukle : Clone de Shoukle, accessible dans le Monde Héros (œuf obtenable après avoir vaincu Shoukle Nv.3)
- Goruru : Démon rouge, accessible dans le Monde Héros (œuf obtenable après avoir vaincu Garuru Nv.3)
- Garuru : Clone de Goruru en jaune, boss du centre du monde.
- Kanogias : Machine infernal lente dotée de plusieurs petits canons
- Ganodias : Clone de Kanogias ôté d'un grand canon balayant tout sur le sol, accessible depuis un parchemin obtenu sur la carte "Machine  Zugabang reconstruit".
- Dettankarmen : Boss final du jeu à l'apparence d'un "chien"
- Zuttankarmen : Clone de Dettankarmen, accessible après vaincu Dettankarmen Nv.5.

## Mode Debug
Il existe cependant un Mode Debug dans le jeu qui permet de notamment faire des missions inutilisées obtenir des armes et autres sans les obtenir après avoir fait des missions du jeu et pleins encore !
Le Menu Debug est cependant en anglais dans les Versions Europe du jeu.
Pour utiliser le Mode Debug il faut faire le code de touche à Patapolis ou pendant une mission : Haut, Haut, Bas, Bas, Gauche, Droite, Gauche, Droite, L, R puis Carré si vous avez entendu un son se déclencher. (Précision : Appuyez sur L + Carré pour ouvrir le Menu Debug quand vous êtes dans une mission)

### Traduction du Menu Debug (Patapolis)
- Missions : Batailles / Boss / Choisir Point de Mission (Carte) / Activer Actions des Boss Debug (La Page de Sélection "Batailles", "Boss" et "Choisir Point de Mission (Carte)" sera écrit par des "***") [à compléter]
- Ajouter : 
Items :  Ajouter Arme / Ajouter Provisions / Ajouter Items Spécial / Ajouter Chants / Ajouter Tout 
Unités : Ajouter Unités (Selon Choix) / Ajouter Tout / Ajouter Tous les Héros / Mettre Niveau des Unités au Maximum (Niveau 20) 
Miracles : Pluie / Vent Arrière / Tempête / Séisme / Blizzard / Soufre /  Esquive 
Ka-chings : (Selon Choix) 
- Suppléments : 
Page 1 : Mini-Jeux 
Page 2 : Renommer (Nom du Héro) / Activer Matter l'Arbre de la Vie / Débloquer Unités de l'Arbre / Débloquer toutes les Astuces 
- Désactiver le Menu Debug (Il faudra refaire le code de touches)

### Traduction du Menu Debug (Mission)
- Finir Mission : Terminé (Instantané) / Echoué / Terminé
- Changer Temps A : Vent / Pluie / Neige / Orage
- Changer Temps B : Brouillard / Tempête de Sable / Cataclysmic (Orage + Neige)
- Démarrer Miracle (Miracle Sélectionné)
- Activer Toutes les Commandes Sons
- Désactiver le Menu Debug (Il faudra refaire le code de touches)
Le Menu Debug de la version japonaise du Jeu contient plus de fonctionnalités.
Le Premier Opus Patapon et Patapon 3 avait un Menu Debug Aussi qui été Accessible depuis le jeu dans les Versions en développements mais n'a jamais été sortie officiellement depuis, il est donc impossible d'ouvrir le Menu Debug en faisant le code de touches.
Plus d'informations sur le Menu Debug Ici :
Patapon : https://patapon.fandom.com/wiki/Patapon_Debug
Patapon 3 : https://patapon.fandom.com/wiki/Patapon_3_Debug

## Équipe de développement
- Concepteur : Hiroyuki Kotani
- Directeur Artistique : Rolito
- Lead Artist : Shinichi Shibazaki
- Programmeur principal : Hayato Ikeda
- Producteur associé : Junichi Yoshizawa
- Producteur exécutif : Kazuhito Miyaki

## Accueil
- IGN : 9,5/10[1]
- Jeuxvideo.com : 16/20[2]